# Triplophysa minuta
Triplophysa minuta és una espècie de peix de la família dels balitòrids i de l'ordre dels cipriniformes que es troba a Xinjiang (Xina).